# Habitants
Als Habitants (lat. habitantes = Bewohner, Einwohner) wurde in unterschiedlichem Zusammenhang eine bestimmte Gruppe von Immigranten bezeichnet.

## Schweiz
Als Habitants wurden im Mittelalter die Zuwanderer in die Stadt Genf genannt, die sich dort niederlassen, arbeiten und sich verheiraten konnten. Die Habitants hatten jedoch keine politischen Rechte und konnten nicht an Wahlen und Volksabstimmungen teilnehmen. Ab dem 16. Jahrhundert musste der Aufenthaltsbrief der Habitants vom Rat der Stadt genehmigt und mit der Zahlung einer Kaution an das «Hôpital général» abgegolten werden. Die in Genf geborenen Kinder eines Habitants wurden als Natifs (lat. nati = Kinder) bezeichnet.
Im Jahr 1781 machten sie 46 % der Stadtbevölkerung aus.
Im Zuge der Genfer Revolutionen erreichten die Natifs am Ende des 18. Jahrhunderts eine wirtschaftliche und politische Besserstellung.

## Kanada
Ein gleichlautende Bezeichnung gab es ab dem 17. Jahrhundert in der kanadischen Provinz Québec. Dort wurden Siedler, meist Bauern, die aus Frankreich einwanderten und sich im Gebiet des Sankt-Lorenz-Golfs und am Sankt-Lorenz-Strom niederliessen, als Habitants (frz. habitant (m.) = Einwohner) bezeichnet. Ab dem frühen 20. Jahrhundert wurde der Begriff in Kanada in Agriculteur (Landwirt) oder Producteur agricole (landwirtschaftlicher Produzent) geändert. 

## Weblink
- Martine Piguet / MS: Habitants. In: Historisches Lexikon der Schweiz.